# Хинтерзе (Западна Померанија)
Хинтерзе (њем. Hintersee) општина је у њемачкој савезној држави Мекленбург-Западна Померанија. Једно је од 54 општинска средишта округа Икер-Рандов. Према процјени из 2010. у општини је живјело 352 становника. Посједује регионалну шифру (AGS) 13062024.

## Географски и демографски подаци
Хинтерзе се налази у савезној држави Мекленбург-Западна Померанија у округу Икер-Рандов. Општина се налази на надморској висини од 14 метара. Површина општине износи 44,4 km². У самом мјесту је, према процјени из 2010. године, живјело 352 становника. Просјечна густина становништва износи 8 становника/km².